# عمواوغلي عليا
عمواوغلي عليا (بالفارسية: عمواوغلی علیا) هي منطقة سكنية تقع في تشارواماق الشرقية الريفية في إيران. يقدر عدد سكانها بـ 240 نسمة .